# Carl Gustaf Cederhielm
Carl Gustaf Cederhielm, född 2 juli 1693 i Vists församling, Östergötlands län, död 1740 i Paris, var en svensk friherre, diplomat och poet. Han var brorson till Josias Cederhielm. 

## Biografi
Carl Gustaf Cederhielm föddes 1693 på Sturefors slott i Vists församling. Han var son till hovrättspresidenten Germund Cederhielm i Göta hovrätt och Anna Margareta Nyman. Cederhielm blev 11 februari 1710 student vid Uppsala universitet och 1715 auskultant vid Svea hovrätt.
Han deltog i riksdagen 1713–1714 och angav därvid, då det föreslagits att anmoda Ulrika Eleonora att inträda i regeringen det bekanta, genom frånvaron av ett komma tvetydiga svaret At anmoda Hennes Höghet nekar jag intet är det nyttigt för oss och henne. 1722–1724 var han kammarherre hos Fredrik I, och övergick därefter i den holsteinske hertigens tjänst och sändes av denne som minister till Paris, där han blev känd för sitt överdådiga levnadssätt. Han blev där en synnerligen ryktbar person, som alla svenska Parisresenärer ansåg sig böra besöka. 
År 1724 insattes han i bysättningshäkte i fästningen Le Châtelet (riven 1802) för sina stora skulder. Tillbringade återstoden av sitt liv (16 år) i fängelset där han fortsatte samma yppiga liv som förut. Berömd som ett politiskt orakel, och för sina kvicka verser och epigram på franska och svenska. Bland dessa märks den 1740 utgivna Kärleksbalck. Han förde en omfattande brevväxling, bland annat med Olof von Dahlin, som även besökte honom i Paris. I samband med Fredrik I:s kröning upphovsman till ett av svenska språkets mest minnesvärda epigram:
Hvad i sin period den högsta höjden sett

Plär åter strax derpå det lägsta fallet röna.

Kung Carl man nyss begrof, kung Fredrik nu vi kröna

- så har vårt svenska ur gått ifrån tolf till ett.